# Brigataes
Brigataes è una sigla di produzione estetica creata da Aldo Elefante nel 1992.
Nel periodo 1992-2002 Brigata Es è stato il nome di un gruppo costituito da Aldo Elefante, Marina Mailler e Salvatore Petrilli.
Dal 2002, in seguito allo scioglimento del gruppo, il nome è diventato Brigataes.
"Il tema continuamente dichiarato nelle opere del gruppo Brigata Es è l’identità dell’artista nel suo luogo di appartenenza. Nel sistema dell’arte o in altri sistemi l’identità è messa in scena attraverso l’uso di se stessi come attori (…) la valorizzazione del nome collettivo del gruppo e la citazione di una sparizione dell’artista come autore dell’opera".

## Storia

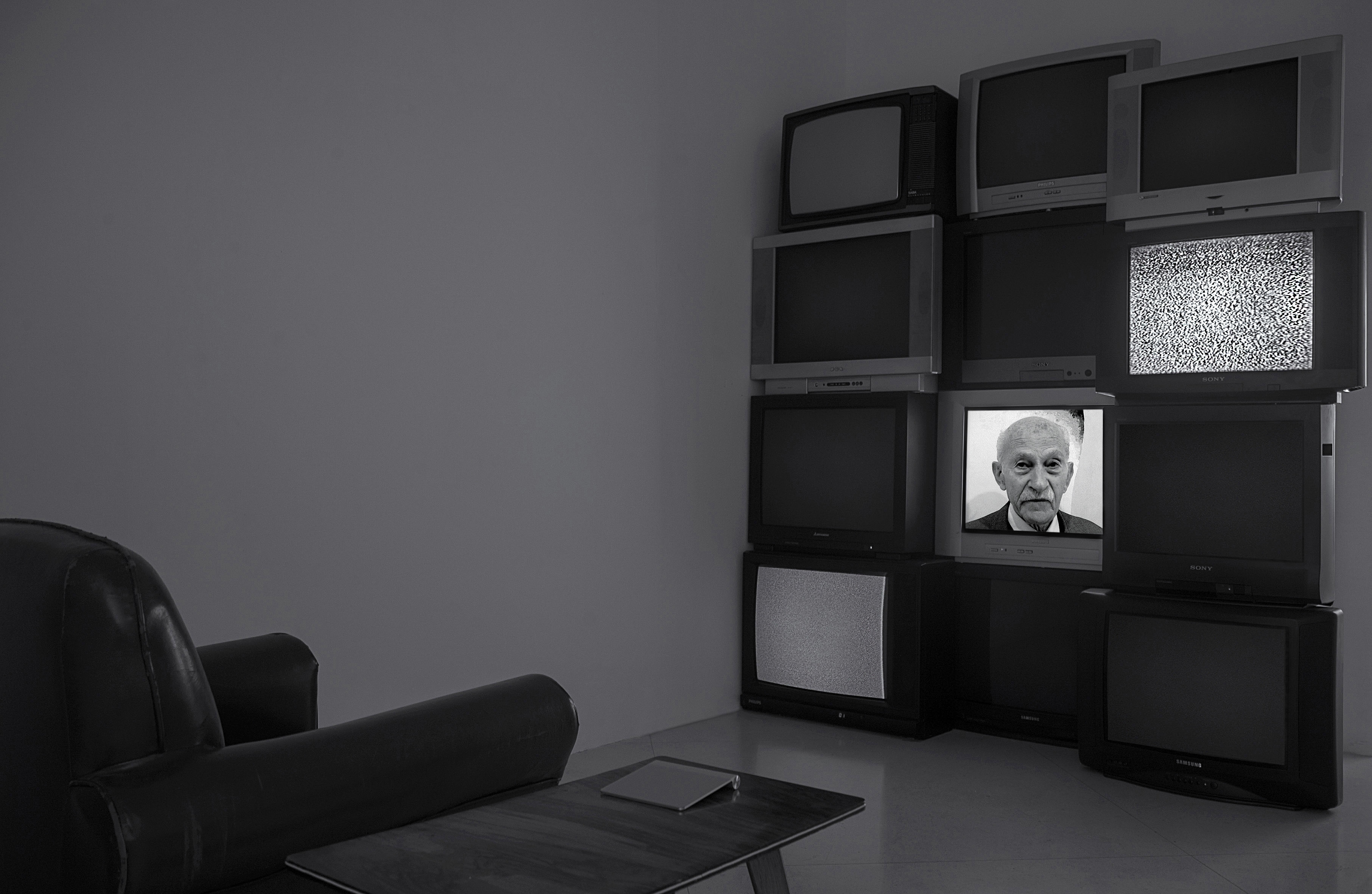
Installazione Cittàlimbo Archives nella collezione del Madre di Napoli dal 2016

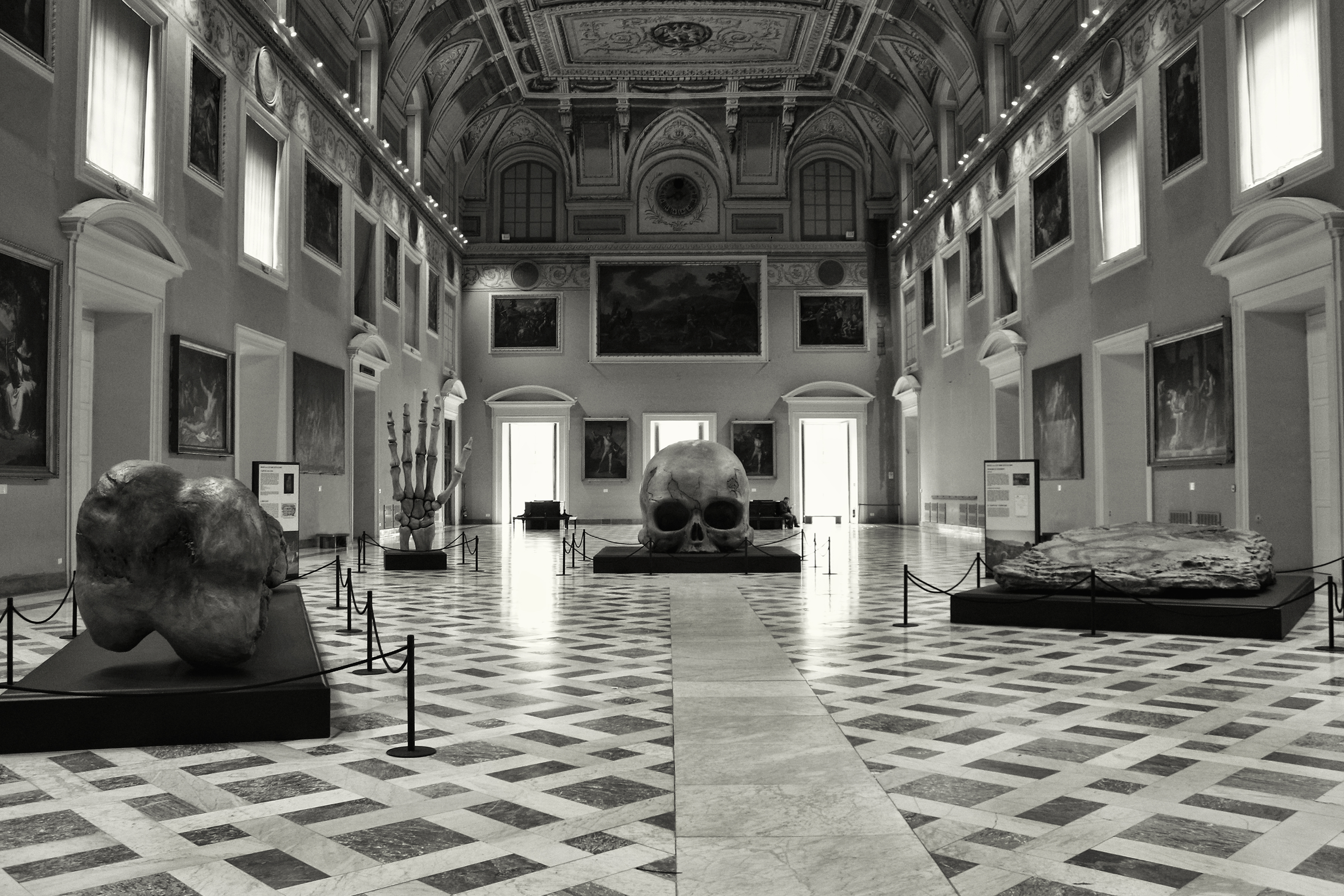
Il più grande artista del mondo. Veduta installazione, MANN, Napoli 2015.

Nel corso della sua attività Brigataes ha realizzato installazioni, video, azioni performative, interventi urbani e dal 2010 ha avviato una videoarchiviazione di memorie personali e collettive, reali e immaginarie.
Brigataes si interroga, spesso con ironia e gusto per il paradosso, sulla posizione dell'artista e sul significato dell'arte nella contemporaneità. Il nome Brigataes nasce dall'idea di confondere razionalità e irrazionalità, caos e disciplina, oltre ad essere assonante con una sigla destabilizzante.
Nel 1992 nasce anche la sigla Esproduzioni a cui è affidata la redazione/edizione dei cataloghi delle mostre di Brigataes e dell’aperiodico Sdefinizioni che prende avvio nel 1995 in forma cartacea e successivamente online.
Nel 1998 Brigata Es partecipa alla selezione italiana del P.S.1 Italian Bureau risultando fra i dieci artisti prescelti. Il volume, dedicato alle opere degli artisti italiani candidati all'International Studio Program, entra nel catalogo delle edizioni Castelvecchi.
Nel 2009 Brigataes presenta al Madre "No lives were lost", a cura di Mario Codognato, un progetto d’installazione ed archivio in progress della sua vita d’artista: tre videoproiezioni sincronizzate mostrano i volti di cento tra amici, parenti, galleristi, artisti, persone comuni, compagni di strada di Aldo Elefante, impegnati a presentare il percorso di vita che hanno condiviso con l’artista. "No lives were lost nasce dalla volontà dell’artista di fissarsi eternamente, di rivivere in un ciclo continuo attraverso le parole degli altri.
Nel 2016 l'installazione "Cittàlimbo Archives", che raccoglie 130 testimonianze dei protagonisti dell'arte in Campania nel periodo 1950-1980, è entrata nella collezione permanente del Madre.
Nel 2017 la storia di Brigataes ottiene una scheda tecnica pubblicata nel volume "Atlante dell’arte contemporanea a Napoli e in Campania", a cura di Vincenzo Trione e pubblicato da Mondadori Electa.
Nel marzo 2020, durante il primo lockdown italiano causato dal Covid-19, Brigataes lancia il progetto "artists' antivirus selfies archive": una documentazione antropologica drammatica in formato autoritratto della nostra condizione attuale di uomini e di artisti visivi contro l'attacco invisibile, chiedendo la partecipazione agli artisti italiani. Aderiscono al progetto 220 artisti fra cui Cesare Pietroiusti, Luigi Mainolfi, Claudio Massini e Stefano Cagol.
Successivamente presenta online Silentes Project, il primo archivio sul silenzio in rete. La raccolta propone i minuti di silenzio che Brigataes ha filmato per la videoinstallazione "Silentes" dal 2008, con 240 testimonianze silenti fra cui quelle di Tomaso Binga, Attilio del Giudice, Aldo Masullo, Hermann Nitsch, Michelangelo Pistoletto e altri contributi originali, documenti, immagini, video, suoni, riconducibili al silenzio.
Nel 2021 Brigataes crea il museo virtuale ES>TATE, che richiama nel nome quello di un’importante istituzione internazionale dell'arte. ES>TATE propone tutte le collezioni e gli archivi realizzati da Brigataes a partire dal 1999.

## Esposizioni
- 2015 Museo Archeologico Nazionale, Napoli
- 2009 Museo Madre, Napoli
- 2004 Changing Role, Napoli
- 2002 Palazzo Massari padiglione d'arte contemporanea, Ferrara
- 2000 Viafarini, Milano
- 1999 Placentia Arte, Piacenza
- 1998 Care Of, Cusano Milanino
- 1997 Galleria Neon, Bologna

## Mostre collettive e video presentazioni
- 2018 Museo Macro, Lectio magistralis e proiezione video "Ultimatum agli artisti della Terra", Roma
- 2012 Tempio di Adriano, “Premio Terna 04” (Invitato), Roma
- 2009 Spazio Thetis Arsenale Novissimo, “Is it possible?” (evento collaterale 53a Biennale Venezia), Venezia
- 2008 Chiostro Santa Cristina, “Videoart Yearbook 2008”, Bologna
- 2006 Teatro Miela, “Catodica”, Trieste
- 2005 Hotel Sofitel, Flash Art Show "Amici miei", Bologna
- 2004 Centre Culturel Francais, "Video dialoghi", Torino
- 2004 Museo della guerra per la pace, "Troubled Times", Trieste
- 2004 Museo Laboratorio Università La Sapienza, "Interventi urbani", Roma
- 2004 Galleria D'arte Moderna, "On Air: Video in onda dall'Italia", Monfalcone
- 2003 Museo Laboratorio Università La Sapienza, "M-Multimedia", Roma
- 2003 Fondazione Ambrosetti, "Il Possibile dal punto zero", Brescia
- 2002 Merano Arte, "Biennale d'arte postmediale Eurovision", Merano
- 2000 Trevi Flash Art Museum, "Ironic" , Trevi
- 1999 Palazzo delle Papesse, "Forward Italia/Passaggi Invisibili", Siena
- 1999 Cittadellarte, "P.S.1 Italian Selection", Biella
- 1999 Galleria Continua, "Fuori dalle righe", San Gimignano
- 1998 Villa Medici, "A To Z", Roma
- 1998 Palazzo delle Esposizioni, "La Coscienza Luccicante", Roma
- 1998 Mercato Ortofrutticolo, "Fuori Uso", Pescara
- 1997 Palazzo Soave, "Arte X Tutti", Codogno
- 1997 Trevi Flash Art Museum, "Aperto Italia '97", Trevi
- 1997 Galleria D'arte Moderna, "Du Du Du Du Duchamp", Bologna
- 1996 Galleria Neon, "Doppia visione", Bologna
- 1995 Istituto italiano di cultura, "Arte Video Tv", Parigi
- 1995 Veravitagioia, "Storie", Napoli
- 1995 Teatro del Bitef, "The Marinetti Horror Picture Show", Belgrado